# Minosia karakumensis
Minosia karakumensis är en spindelart som först beskrevs av Sergei Aleksandrovich Spassky 1939.  Minosia karakumensis ingår i släktet Minosia och familjen plattbuksspindlar.
Artens utbredningsområde är Turkmenistan. Inga underarter finns listade i Catalogue of Life.